# Nikolaus Schwerdtfeger
Nikolaus Schwerdtfeger (Haar, 1 de outubro de 1948) é administrador diocesano e bispo sufragâneo na diocese de Hildesheim.

## Vida
Estudou Filosofia e Teologia Católica em Frankfurt am Main, Roma e Freiburg im Breisgau. É licenciado em Filosofia e é doutor em teologia. Em 5 de junho de 1982, ele foi ordenado sacerdote pelo bispo Heinrich Maria Janssen. De 1982 a 1984 foi capelão em Celle, de capelão episcopal de 1984 a 1990 e subsidiário de St. Martinus no distrito de Hildesheim, Himmelsthür, de 1990 a 1991, pastor em Himmelsthür e de 1991 a 1995, pastor em St. Benno em Goslar .
Em 19 de junho de 1995, o Papa João Paulo II o nomeou Bispo Titular de Fussala e Bispo Auxiliar de Hildesheim. 23 de setembro de 1995, ele foi bispo Josef Homeyer para bispo consagrada. Co-consecadores foram Bispo Karl Lehmann de Mainz e Bispo auxiliar Hans-Georg Koitz.
Schwerdtfeger é membro da Comissão Diocesana para a Promoção do trabalho ecumênico na Diocese de Hildesheim. Na Conferência Episcopal Alemã, ele pertence à Comissão Ecumênica e à Comissão Caritas .
Em outubro de 2016 participou da histórica peregrinação dos bispos alemães na Terra Santa .
Em 9 de setembro de 2017 assumiu, após a aceitação da renúncia do bispo Norbert Trelle, a sufragânea carga temporária sênior da diocese  e foi pelo capítulo para o 11 de setembro de 2017 como administrador diocesano selecionado.